# Tira Sujanpur
Tira Sujanpur es un pueblo y nagar Panchayat  situado en el distrito de Hamirpur,  en el estado de Himachal Pradesh (India). Su población es de 7943 habitantes (2011). Se encuentra a orillas del río Beas.

## Demografía
Según el censo de 2011 la población de Tira Sujanpur era de 7943 habitantes, de los cuales 4262 eran hombres y 3681 eran mujeres. Tira Sujanpur tiene una tasa media de alfabetización del 91,73%, superior a la media estatal del 82,80%: la alfabetización masculina es del 95,12%, y la alfabetización femenina del 87,79%.